# Kampfgeschwader 200
 (août 2024).
 (août 2024).
Si vous disposez d'ouvrages ou d'articles de référence ou si vous connaissez des sites web de qualité traitant du thème abordé ici, merci de compléter l'article en donnant les références utiles à sa vérifiabilité et en les liant à la section « Notes et références ».
La Kampfgeschwader 200 (KG 200) (escadre de bombardiers) est une unité de bombardiers de la Luftwaffe pendant la Seconde Guerre mondiale.
L'unité a été l'escadre de la Luftwaffe pour des opérations spéciales comme des vols de reconnaissance à longue distance, le test de nouveaux appareils, ou pour l'exploitation d'avions capturés.

## Histoire
L'histoire de l'unité a commencé en 1934 lorsque la Luftwaffe, impressionnée par les missions de reconnaissance aérienne sur la Pologne effectuées par l'Oberst (colonel) Theodor Rowehl, a formé un escadron spécial sous la direction de Rowehl, rattaché à l'Abwehr, le service de renseignement militaire en Allemagne. Comme l'Abwehr commença à perdre le soutien du Führer, une nouvelle unité de reconnaissance, la 2e formation d'essai, a été formé en 1942 sous le commandement de Werner Baumbach. Cette unité a été combinée avec 1re formation d'essai en mars 1944 pour former la Kampfgeschwader 200 (KG 200) le 20 février 1944.
Le 11 novembre 1944, Baumbach est nommé Geschwaderkommodore, ainsi toutes les missions aériennes spéciales ont été réalisées par le KG 200, sous le commandement de Baumbach.
L'une des principales raisons de la constitution de la KG 200 fut qu'il était de plus en plus difficiles pour les « donneurs d'ordre » (en premier lieu la RSHA de la SS et le contre-espionnage militaire, l'Abwehr) d'obtenir les avions nécessaires ainsi que l'infrastructure qui s'y rapportait, d'unités de transport et de combat qui ne cessaient de se réduire et qui étaient même partiellement en cours de dissolution.

## Opérations
L'unité a effectué une grande variété de missions :

### Reconnaissance de longue distance
Avant le début de la guerre, une reconnaissance aérienne a été généralement effectuée par des avions civils de la Lufthansa équipés de caméras. Cette pratique s'est poursuivie tout au long de la guerre aussi longtemps que les compagnies aériennes civiles sont restées opérationnelles. Plus tard, les missions de reconnaissance ont été le plus souvent effectuées par des Junkers Ju 86 volant à très haute altitude ou par des hydravions. En raison du manque d'avions allemands pour ce type de missions, certaines missions de reconnaissance ont été réalisés par des avions américains capturés Boeing B-17 Flying Fortress ou Consolidated B-24 Liberator et des soviétiques Tupolev Tu-2. Pour la plupart, ces machines ont été utilisées pour les rôles de ravitaillement (parachutage d'approvisionnement des forces allemandes opérant derrière les lignes soviétiques), ou pour le transport de personnel important.

### Les agents derrière les lignes ennemies
L'unité avait comme responsabilité le transport d'agents derrière les lignes ennemies. Ces agents pouvaient être des espions, des personnalités importantes ou des soldats en reconnaissance.
Plusieurs possibilités existaient afin d'amener à bon port les agents :
- Le parachutage avec ou sans balisage au sol
- L'atterrissage de l'avion mais cette possibilité était plus souvent utilisée sur le Front Est étant donné la vaste étendue de terre inhabitée
- Le PAG - Personen-Abwurf-Gerät (appareil de parachutage de personnes).

La consigne pour ces missions était que les membres des différents groupes en mission, qu'il s'agisse des officiers traitants allemands ou des agents, ne devaient jamais se connaître personnellement, ne jamais parler des missions et pour les agents, ne jamais savoir de quel aérodrome l'avion avait décollé afin de préserver le plus grand secret sur le KG 200 et ces missions.
Une règle stricte avait été établie, en vertu de laquelle aucun des passagers qui devaient être largués ne devait emporter sur lui une arme, mais elle devait se trouver dans les caisses de matériel qui étaient larguées avec le passager. Cette règle préservait la sécurité de l'équipage au cas où l'agent soit une « brebis galeuse ».

### Les missions spéciales
L'unité a également effectué une série de missions spéciales comme l'utilisation d'aéronefs en exploitation, le brouillage radar, des vols de transport à longue distance vers le Japon, des missions de bombardement clandestines et l'infiltration des formations de bombardiers américains avec des avions capturés dans une tentative de confusion.
Cependant, la plupart des informations relatives à ces missions viennent d'un unique prisonnier de guerre et sont mises en doute par plusieurs chercheurs en histoire de l'aviation. Le 1er décembre 1943, un B-17 a été aperçu avec des lettres « D » au-dessus d'une autre lettre d'identification « B » . Il avait également un marquage carré, celui de la 303 rd Bomb Group. C'est l'identité du B-17F-111-BO 42-30604 Badger Beauty V. Cette machine a été capturée, mais elle n'a jamais été réparée ou utilisée par la Luftwaffe. Lors de sa re-capture par les forces américaines, le B-17 a été conservé dans le musée de Boeing. Le même jour, un seul B-24 s'est joint à une formation de bombardiers du 44th Bomb Group. Il a été signalé comme étant un appareil portant le marquage d'un avion du 392nd Bomb Group. Mais cette unité n'est pas opérationnelle avant le 9 décembre.
Lors d'une de ces missions, le 27 juin 1944, un B-17 du KG 200, avec le code de la Luftwaffe Geschwaderkennung A3 + FB, a atterri à l'aéroport de Manises (Valence) et l'équipage a été interné par le gouvernement espagnol.

### Le programme Mistel
À partir de 1942, pour compenser son manque de bombardiers lourds, la Luftwaffe a commencé à expérimenter l'utilisation d'anciens bombardiers Junkers Ju 88 usés par les années de guerre comme d'énormes ogives à charge creuse en les guidant vers leur cible avec un avion de chasse monté sur l'arrière du bombardier sans pilote. Bien que pas aussi efficace que les planificateurs de la Luftwaffe l'avaient espéré, le programme Mistel a continué à être développé en profondeur en 1944. L'unité a été à l'origine destinée à attaquer les installations navales à Gibraltar, Leningrad ou Scapa Flow en Écosse, mais l'invasion de la Normandie a détourné les efforts pour les opérations anti-invasion.
Dans la nuit du 24 juin 1944, 5 Mistels de la Kampfgeschwader 101 ont été envoyés depuis l'aérodrome de Saint-Dizier contre des cibles dans l'estuaire de la Seine. Bien que l'un des Ju 88 volant à 380 km/h ait été abattu par un Mosquito de la RAF, les quatre autres pilotes ont réussi leur lancement et ont endommagé plusieurs navires,.
La faisabilité de l'attaque de Scapa Flow s'est avérée, et en août 1944, les forces de Mistel ont été concentrées à Grove dans le Schleswig-Holstein. Le 11 novembre 1944, des Lancaster de la Royal Air Force attaquent le navire de guerre allemand Tirpitz et le font chavirer. Avec la destruction du Tirpitz, il n'y avait plus aucune obligation[pas clair] capitale pour les navires sur le théâtre de l'Atlantique, et bientôt ceux de la Home Fleet à Scapa Flow sont sur le chemin de la guerre du Pacifique, en laissant les Mistel sans aucun objectif valable à Scapa Flow.
Tous les Mistel ont été placés sous le commandement du KG 200 et de l'Oberst (Colonel) Joachim Helbig. En fin 1944, l'accent est mis  sur toutes les attaques sur les armements soviétiques et les centrales électriques, mais en mars 1945, les bases aériennes sont impraticables par l'avance soviétique et l'opération Eisenhammer dut être précipitamment abandonné. Le KG 200 reçoit l'ordre de concentrer les opérations  de Mistel contre les ponts sur l'Oder et la Neisse. Le 27 avril 1945, 7 avions Mistel sous le commandement du Leutnant Dittmann du II./KG 200, escortés par des Fw 190, sont lancés contre les passages à Küstrin, mais seulement deux Mistels atteignent leur objectif, les résultats ne sont pas concluants et les ponts sont demeurés intacts. En avril, les unités de Mistel sont dissoutes et le personnel navigant dispersé dans des unités de combat à proximité.

### Le KG 200 en Afrique
Au printemps 1944, bien qu'il n'y ait plus de présence d'unité militaire allemande en Afrique, l'état-major de la KG 200 reçut l'ordre du commandement allemand d'entreprendre l'envoi de personnel dans le but de connaître l'importance des transports militaires alliés et, si possible, à les gêner de façon durable. Les différents points d'entrée connus par l'Allemagne se trouvaient en Afrique occidentale à Freetown et Monrovia, en Afrique du Sud-Est à Durban et au Caire via l'aéroport de Fort Lamy au Tchad français. La première phase de l'opération fut de reconnaître et de préparer le terrain afin de déterminer un futur point d'appui pour des avions volumineux. Étant donné le type de terrain, Il fut décidé d'envoyer un équipage de 2 personnes avec un Messerschmitt Bf 108 Taifun mais ne pouvant pas franchir la distance entre Athènes (base de départ la plus méridionale de l'Europe et encore sous occupation allemande) et la zone de reconnaissance, la décision fut prise de faire tracter le Messerschmitt Bf 108 Taifun par un Heinkel He-111 qui le libérerait à l'approche des côtes de la Grande Syrte. L'éphémère opération Dora & Bunny-Hop eut lieu dans le Golfe de Syrte en Libye avec des points d'appui à Al Mukaram et Wadi Tamet, ainsi qu'à Shott al Jerid derrière la ligne Mareth. À partir de là, les avions allemands pouvaient atteindre les ports et les aérodromes de l'Afrique centrale. La deuxième phase de l'opération fut un échec total. Lors de la première mission d'infiltration au port de Monrovia, les agents qui avaient été amenés par avion se trahirent en transportant des cigarettes allemandes. Ils furent d'abord surveillés, puis arrêtés et enfin contraints de révéler ce qu'ils savaient. Peu de temps après, les alliés localisèrent et détruisirent simultanément les différents points d'appui. Un bombardier capturé B-17 qui, bien que gravement endommagé lors d'un raid sur Al Mukaram par un détachement des Forces de défense du Soudan, a réussi à revenir à Athènes pour réparation et fut le seul avion rescapé de cette mission .

### Le KG 200 au Moyen-Orient
Dans la nuit du 27 novembre 1944, le Hauptmann Braun et le Oberleutnant Pohl du KG 200 ont effectué à bord d'un Junkers Ju 290 le transport de cinq parachutistes irakiens de Wiener Neustadt à une position juste au sud de Mossoul en Irak. Les 5 parachutistes devaient mener une action dans leur patrie sur l'ordre du grand muphti de Jérusalem, Mohammed Amin al-Husseini. Ce dernier partageait avec les Allemands la haine des Anglais et des Juifs, le Proche-Orient étant en majorité sous protectorat anglais, ce genre de mission de déstabilisation politique se confondaient partiellement avec les intérêts allemands au Proche-Orient. 
Sur le chemin de retour, le Junkers Ju 290 n'ayant pas les capacités de faire le trajet retour, dut effectuer une escale pour ravitaillement dans la garnison de quelques milliers d'hommes de l'île de Rhodes. À l'automne 1944, à l'exception de Rhodes, tous les territoires et points d'appui du secteur méditerranéen, avaient été reconquis par les alliés. Deux jours plus tard et après quelques problèmes techniques, ils réussirent à évacuer une trentaine de blessés de Rhodes, pour arriver à Wiener Neustadt.

### Missions suicides ou quasi-suicides
Dans les derniers mois de la guerre, un petit nombre de hauts officiers allemands insistent pour un programme de chasse utilisant le suicide comme dernier effort pour arrêter les bombardements alliés sur le Reich. Ce programme, connu sous le nom de Selbstopfer (sacrifice) a été conçu pour utiliser le Fieseler Fi-103 IV Reichenberg Re (Selbstopfer), une version habitée du missile de croisière V1, pour attaquer les bombardiers ennemis et des cibles au sol. Plusieurs essais en vol ont été effectuées par le ''Selvopofrelsekommando Leonidas (Escadron Leonidas) du KG 200, et la production de masse des missiles à propulsion convertis en vols habités ont commencé, mais le programme a été interrompu en raison de l'intervention de Baumbach, qui a estimé que ces missions serait un gaspillage de précieux pilotes. En effet, les perspectives que le pilote puisse sauter en parachute du Fieseler Fi-103 Reichenberg IV, tout en tenant compte qu'il fallait un exploit acrobatique et athlétique pour dégager la coupole, de s'extraire de l'habitacle avec le parachute en plein vol et de résister à la force du vent dû à la vitesse, étaient légèrement supérieures à 1 sur 100. Bien sûr, les volontaires pour ces missions n'étaient pas au courant de cette statistique.
Dans le cadre des opérations Aktion 24, des hydravions Dornier Do 24 ont été modifiés et chargé d'explosifs, avec l'intention qu'ils soient lancés sur la Vistule et explosent contre les ponts utilisés par les forces soviétiques. Des pilotes expérimentés devaient être utilisés pour piloter l'avion jusqu'à un point situé en amont de l'objectif, où il serait laissé à un pilote « suicide » pour assurer une collision avec le pont et allumer les explosifs. L'hypothèse que les forces soviétiques ne réagiraient pas et la capacité de l'équipage à retourner sur le territoire tenu par les Allemands après l'explosion de l'avion font que le concept était très discutable. Les avions modifiés ont été détruits au sol lors de raids aériens.

## Organisation
Le KG 200  n'est composé que de 2 Gruppen opérationnels; ce qui est inhabituel pour une unité de   Geschwader de la Luftwaffe; plusieurs autres Gruppen sont prévus, mais n'ont pas été opérationnels avant la fin de la guerre.

### Stab. Gruppe
Formé le 20 février 1944 à Berlin-Gatow à partir d'éléments de la Versuchsverband ObdL. Il est dissous le 25 avril 1945
Geschwaderkommodore (Commandant de l'escadre) :
| Début            | Fin           | Grade          | Nom               |
| ---------------- | ------------- | -------------- | ----------------- |
| Février 1944     | Novembre 1944 | Oberst         | Heinz Heigl       |
| 15 novembre 1944 | 6 mars 1945   | Oberstleutnant | Werner Baumbach   |
| 6 mars 1945      | 25 avril 1945 | Major          | Adolf von Hernier |

### I. Gruppe
Formé en février 1944 à Finow à partir du Gruppe Gartenfeldt avec :
- 1. Ferneinsatz-Staffel du 2./Versuchsverband ObdL
- 2. Naheinsatz-Staffel du Gruppe Gartenfeldt
- 3. See-Einsatz-Staffel du Gruppe Gartenfeldt

En mai 1944, le 1./KG 200 devient le 4./KG 200 Ergänzung/Ausbildung-Staffel), et un nouveau 1./KG 200 est reformé le même mois. 

En janvier 1945, le 4./KG 200 est renommé 13./KG 200 et est reformé.
Le I./KG 200 exploite un total de trois des quatre Heinkel He 115 et est responsable des parachutages des agents de l'Abwehr derrière les lignes ennemies. C'est en juillet 1944 que le plus grand nombre d'agents ont été parachutés avec un total de 260 hommes et femmes, principalement en utilisant des parachutes automatiques. Il fonctionne sous le commandement direct du Sicherheitsdienst.

Le I./KG 200 a été divisé en trois escadrons (Staffeln) : le 1er Staffel utilisé dans des missions à longue distance (Ferneinsätze), le deuxième Staffel pour effectuer des missions dans les zones proches à courte portée (Naheinsätze)  et le troisième Staffel constitués de pilotes de la Marine (Seeflieger) avec un He 115, situé à Rissala en Finlande.
Gruppenkommandeure (Commandant de groupe) :
| Début     | Fin | Grade | Nom        |
| --------- | --- | ----- | ---------- |
| Mars 1944 | ?   | Major | Adolf Koch |

### II. Gruppe
Formé en mai 1944 à Dedelstorf à partir du Transport-Kolonne der Luftwaffe XI Ost avec :
- Stab II./KG 200 à partir du Transport-Kolonne der Luftwaffe XI Ost
- 5./KG 200 nouvellement créé
- 6./KG 200 nouvellement créé
- 7./KG 200 nouvellement créé

En novembre 1944, il est renommé IV./KG 200. Il est dissous le 18 avril 1945.
- Stab II./KG 200 devient Stab IV./KG 200
- 5./KG 200 devient 15./KG 200
- 6./KG 200 devient 14./KG 200
- 7./KG 200 devient 16./KG 200

Reformé en novembre 1944 à Burg à partir du III./KG 66 avec :
- Stab II./KG 200 à partir du Stab III./KG 66
- 5. (Beleuchter)/KG 200 à partir du 7./KG 66 avec Junkers Ju 88S
- 6. (Mistel)/KG 200 à partir du 8./KG 66 avec Mistel 1/3
- 7. (Erg./Ausb.)/KG 200 à partir du 9./KG 66 avec Mistel S1/S2

Le 8./KG 200 est formé en janvier 1945 à partir d'éléments du 7./KG 200.
Le II./KG 200 est chargé de toutes les autres missions, y compris la guerre électronique, la reconnaissance à longue portée, les vols de livraison et des missions spéciales de fret dans les zones japonaises du Nord de la Chine.
 
Le II./KG 200 possède un Staffel pour des raids de commandos : le 3e Staffel. Il est localisé et formé à Dedelstorf en Allemagne.
- Les commandos entrainés pour les forces spéciales de parachutistes de la Luftwaffe du II./KG 200 ont été une branches des forces de Fallschirmjäger et ont été inscrites au ORBAT du II./KG 200 du 3e Staffel. En septembre 1944, ce Staffel n'est plus sous le commandement du KG 200, mais sous le commandement de l'Armée du parachutiste en tant que Bataillon Schäfer.

Gruppenkommandeure :
| Début         | Fin      | Grade     | Nom              |
| ------------- | -------- | --------- | ---------------- |
| ?             | ?        | ?         | ?                |
| Novembre 1944 | Mai 1945 | Hauptmann | Horst Rudat (en) |

### III. Gruppe
Formé le 10 janvier 1945 à Berlin-Staaken  à partir du I./SG 5 (Schlachtgeschwader 5) avec :
- Stab III./KG 200 à partir du Stab I./SG 5
- 9./KG 200 à partir du 1./SG 5
- 10./KG 200 à partir du 2./SG 5
- 11./KG 200 à partir du 3./SG 5
- 12./KG 200 à partir du 4./SG 5

Le III./KG 200 utilise des Focke-Wulf Fw 190 équipés de torpilles, mais n'a jamais été inauguré.
Gruppenkommandeure :
| Début        | Fin          | Grade | Nom                                     |
| ------------ | ------------ | ----- | --------------------------------------- |
| Janvier 1945 | 1er mai 1945 | Major | Helmut Viedebantt (en) (Mort au combat) |

### IV. Gruppe
Formé en novembre 1944 à Prenzlau à partir du II./KG 200 avec : 
- Stab IV./KG 200 à partir du Stab II./KG 200
- 13./KG 200 à partir du Sonderstaffel Einhorn
- 14./KG 200 à partir du 6./KG 200
- 15./KG 200 à partir du 5./KG 200
- 16./KG 200 à partir du 7./KG 200

Le IV./KG 200 est utilisé pour la formation des pilotes et pour les vols sur longue distance des unités opérationnelles à l'aide de Junkers Ju 90 et Ju 290 et en prévision de Ju 390 et de Messerschmitt Me 264. Si celui-ci avait été opérationnel, cet escadron aurait été responsable des vols de reconnaissance, le parachutage d'agents et de bombardement au-dessus des États-Unis.
Gruppenkommandeure :
| Début | Fin | Grade | Nom |
| ----- | --- | ----- | --- |
| ?     | ?   | ?     | ?   |

### V. Gruppen
Le V./KG 200 ou Selvopofrelsekommando Leonidas (Escadron Leonidas) a été formé pour des vols d'essai et de missions suicides ou quasi-suicides de vols habités de bombes volantes Fieseler Fi-103 Reichenberg ou autres intercepteurs à roquettes.

### Versuchskommando
Formé en décembre 1944 à Garz/Usedom à partir du Erprobungskommando 36. Il est dissous en avril 1945.

### Industriestaffel
Formé en janvier 1945 à partir du 3./KG 101. Il est dissous en avril 1945.

### Ergänzungs- und Ausbildungsstaffel
Formé en février 1944 à Finow.